# Andrzej Hulanicki

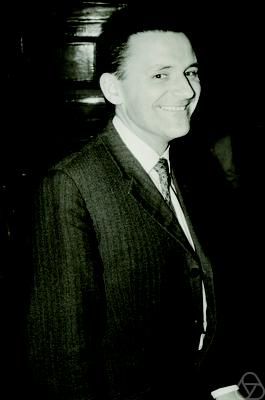
Andrzej Hulanicki

Andrzej Hulanicki (* 25. Dezember 1933 in Posen; † 23. März 2008 in Breslau) war ein polnischer Mathematiker.
Kurz vor Kriegsausbruch 1939 erhielt Andrzej Hulanickis Vater eine Stellung in Baniocha nahe Warschau, wo er und seine Mutter den Krieg überstanden. Sein Vater wurde wegen illegaler Herstellung von Maschinenteilen von den Deutschen verhaftet und in das KZ Auschwitz verschleppt, wo er ums Leben kam. 1946 zog seine Mutter mit ihm nach Breslau, wo er sein Abitur machte und bis 1955 Mathematik studierte. Er wurde 1960 unter Stanisław Hartman an der polnischen Akademie der Wissenschaften promoviert und beendete dort drei Jahre später seine Habilitation. Der Professorentitel wurde ihm 1969 verliehen.
Hulanicki war an der Universität Breslau angestellt, bis auf zwei Unterbrechungen als Angestellter der Akademie. Von 1968 bis 1981 leitete er den Breslauer Zweig des mathematischen Instituts der polnischen Akademie der Wissenschaften, deren Mitglied er 1991 wurde. Seit 1972 veranstaltete er regelmäßige Konferenzen. 1986 hatte der den Ulam-Lehrstuhl an der University of Colorado at Boulder inne und erhielt 2002 die Ehrendoktorwürde der Universität Orléans.
Hulanickis Hauptarbeitsgebiet war die harmonische Analyse. Er charakterisierte Gruppen, die eine kompakte Gruppenstruktur zulassen; sein Hauptergebnis war die Erkenntnis, dass genau für die mittelbaren Gruppen alle irreduziblen Darstellungen in der linksregulären Darstellung enthalten sind.